# プレグネノロン

プロゲステロンへの反応

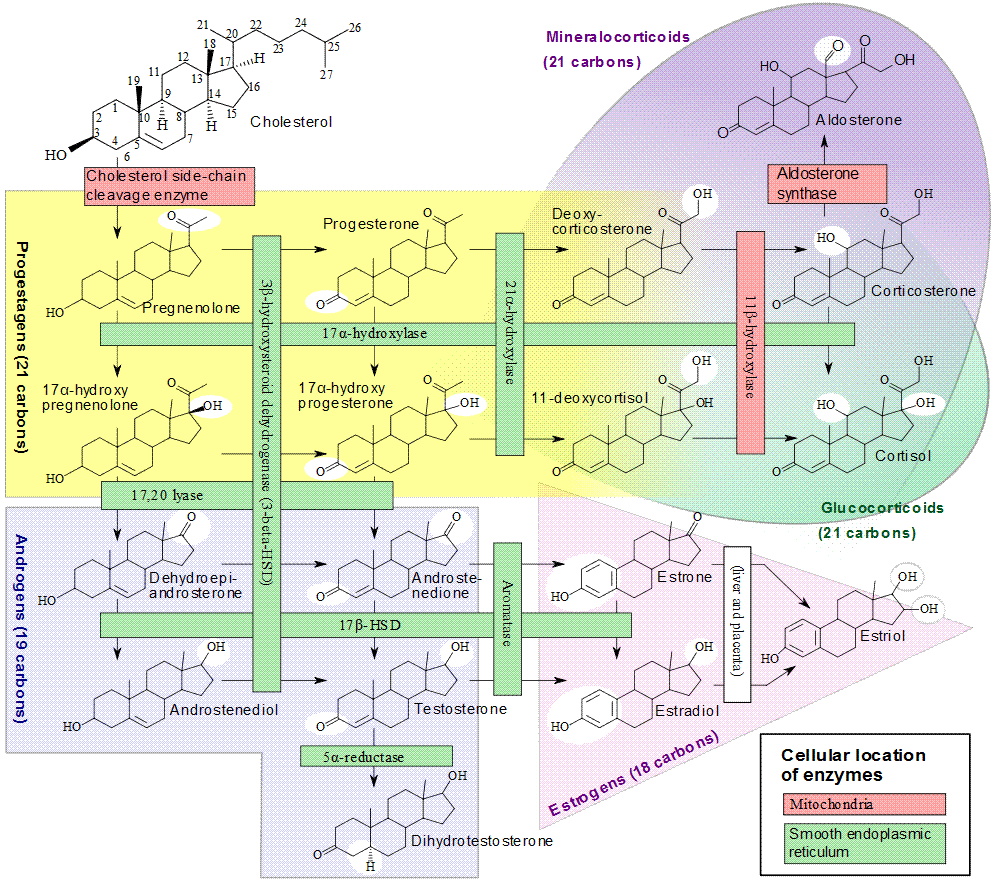
ステロイドホルモン生成系

プレグネノロン (pregnenolone) は、プロゲステロン、コルチコイド、アンドロゲン、およびエストロゲンのステロイド生成にかかわるプロホルモンである。プレグネノロンは体内であらゆるホルモンに変換されるプロホルモンである。

## 生合成
プレグネノロンは、コレステロールから合成される。この反応では、C20とC22との間にヒドロキシル化反応が起こる。この反応を起こす酵素シトクロムP450sccはミトコンドリアにあり、脳下垂体から分泌される副腎皮質刺激ホルモン、卵胞刺激ホルモン、黄体形成ホルモンによって制御されている。

## プロホルモン

### δ-4-経路
プロゲステロンは酵素により2段階の反応で合成される。まず、3β-ヒドロキシ-Δ5-ステロイドデヒドロゲナーゼがA環のヒドロキシ基をケトン基に変換し、次にδ4-5イソメラーゼがC5の位置からC4の位置に二重結合を移動させる。プロゲステロンはδ-4-経路でテストステロンとエストロンの前駆体である17-ヒドロキシプロゲステロンとアンドロステンジオンとなる。また、プロゲステロンからはアルドステロンと副腎皮質ホルモンも得られる。

### δ-5-経路
17-ヒドロキシプレグネノロンは、17α-ヒドロキシラーゼ (CYP17A1) によって合成される。さらに、デスモラーゼにより、アンドロステンジオンの前駆体であるデヒドロエピアンドロステロン (DHEA) へ変換される。